# David Zérah
Pour les articles homonymes, voir Zérah.
David Zérah est un artiste français né le 17 juillet 1966 à Vire.

## Biographie
David Zérah a étudié à l'École Régionale des Beaux Arts de Nantes (1986-1988) puis à l'École des Beaux Arts de Rennes (1989-1993). Il vit et travaille à Rennes.
Il réalise des photographies, des installations, des vidéos, des éditions, des sites web et organise des expositions.
Il s’est fait connaître d’abord par ses photographies mais aussi avec les « blabla », petits animaux fictifs, réalisées avec des ballons de baudruche qui mettent en œuvre de manière légère et ludique des modes d’échange et de communication.
Ses photographies font allusion aux divers registres d’images très présents dans la société contemporaine. Elles témoignent d’une relation au monde qui ne peut jamais échapper aux différents systèmes de représentations.
Engagées dans un propos volontairement gai et optimiste selon lequel l’art crée un lieu qui joue des stéréotypes tout en renvoyant à l’expérience personnelle de chacun, ses propositions sont toujours joyeuses et s’abstiennent de toute démonstration péremptoire.

## Collections, expositions
2017
Flower Pictures, jardin des plantes, Frac Normandie, Rouen
2016
L'inventaire, vol.6, acquisitions de 1997 à 1998, Frac Normandie, Rouen
2015
Game Over, galerie EC'ARTS, coopération La Criée, le FRAC Bretagne et l'ESPE, Rennes (cur. Martin Bevis – Charlie Youle)
2012
L'atelier, Nantes, commissaire : Jacques Sauvageot
Galerie de l'IUFM, Rennes (EXPOSITIONS INDIVIDUELLE)
2010
L'esprit du jeu, FRAC Bretagne, Musée d'art Gyeongnam, Gyeongnam, Corée du Sud
Social landscape, Festival Glasgow International, Glasgow, Grande Bretagne commissaire : Patricia Fleming
2008
Manifesto, Toulouse
2007
Métissages, The Jim Thompson Art Center, Bangkok, Thaïlande
2006
Ils sont passés par là, Galerie du Cloître, Ecole des Beaux-arts, Rennes
Métissages, Musée des arts décoratifs et à la Galerie de l'Institut français de Prague, Tchéquie
videoformes 21, art vidéo/nouveaux média, Clermont-Ferrand
2005
Web biennal(on-line), Musée d'art contemporain, Istanbul, Turquie
2004
Métissage, MACO, Oaxaca, Mexique, commissaire : Yves Sabourin
Quand l'art veille à l'IUT informatique de Dijon, Frac Bourgogne, commissaire : Claire Legrand
Voyageur Universel, Städtische Galerie, Palais du Stutterheim, Erlangen, Allemagne (projet curatorial)
2003
Faiseur d'histoires, Frac Bretagne, Galerie du TNB, Rennes, commissaire : Danielle Robert-Guédon
2002
Withneybiennial.com (on-line), commissaire : Miltos Manetas
Fables et Merveilles des Frac Basse-Normandie et Bretagne : Le Mont-Saint-Michel, Abbaye du Mont-Saint-Michel
Le regard de l'autre, dialogue entre les collections du FRAC Haute-Normandie et le Musée des Beaux-arts de Rouen
2000
Paternism, Galerie Kiron/Art : Concept, Paris, commissaires : Stephen Joanon, Olivier Antoine
1999
Sort Out Your Space, FRAC Bretagne, Galerie du TNB, Rennes (EXPOSITIONS INDIVIDUELLE)
1998
L'avant-garde est-elle bretonne ?, FRAC Bourgogne, Dijon
1997
Europe et Humanisme,  biennale d’art contemporain, Sélestat
Point mort, Galerie Art : Concept, Paris
1996
Call of the wild, Transmission Gallery, Glasgow, Ecosse

## Projets curatorials
- Bed and workshop
- Voyageur universel